# Chesapeake (Virginia Occidentale)
Chesapeake è un comune degli Stati Uniti d'America, situato nello Stato della Virginia Occidentale, nella Contea di Kanawha.